# Parkhotel Valkenburg (mannenwielerploeg)

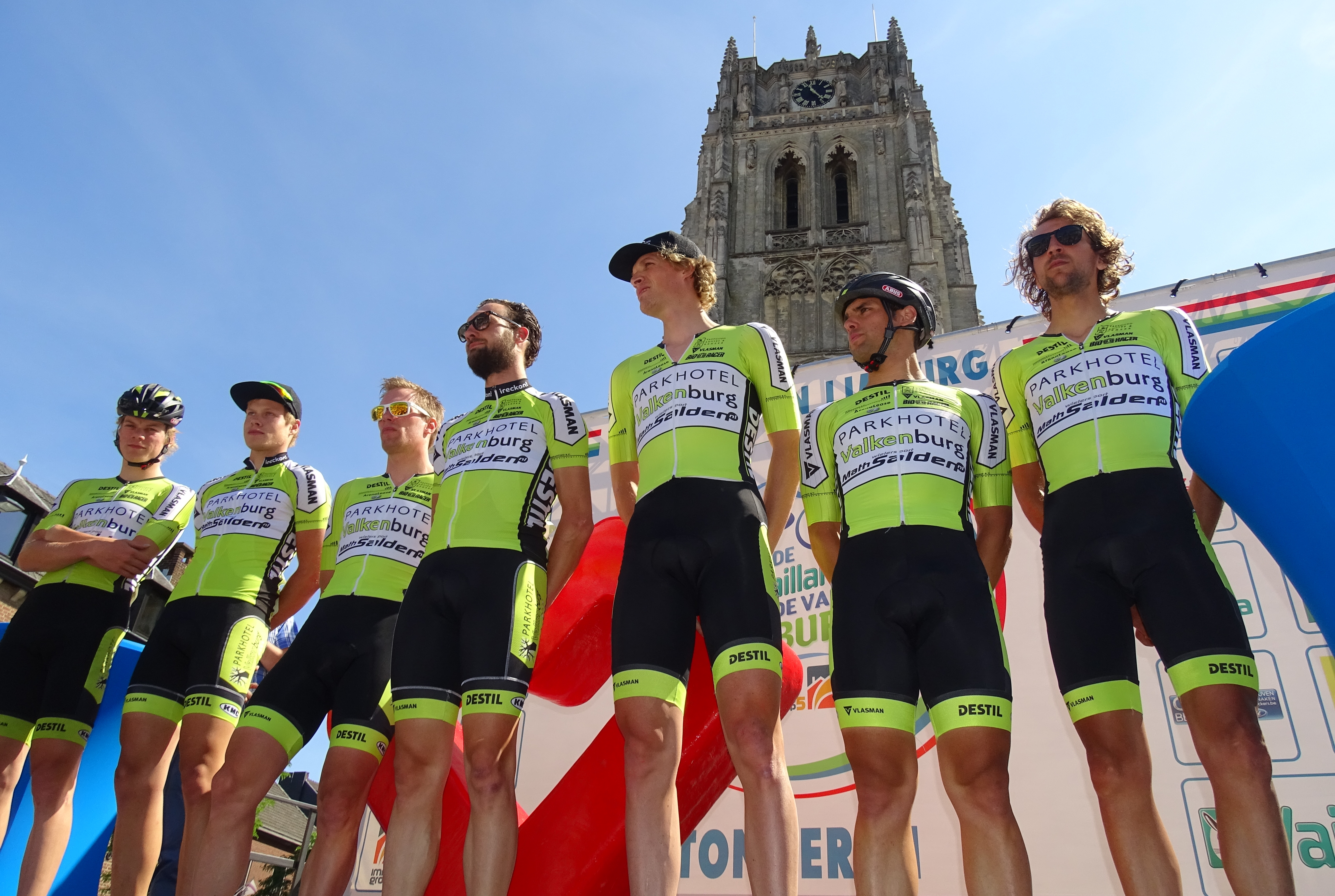
Parkhotel Valkbenburg aan de start van de Ronde van Limburg 2015.

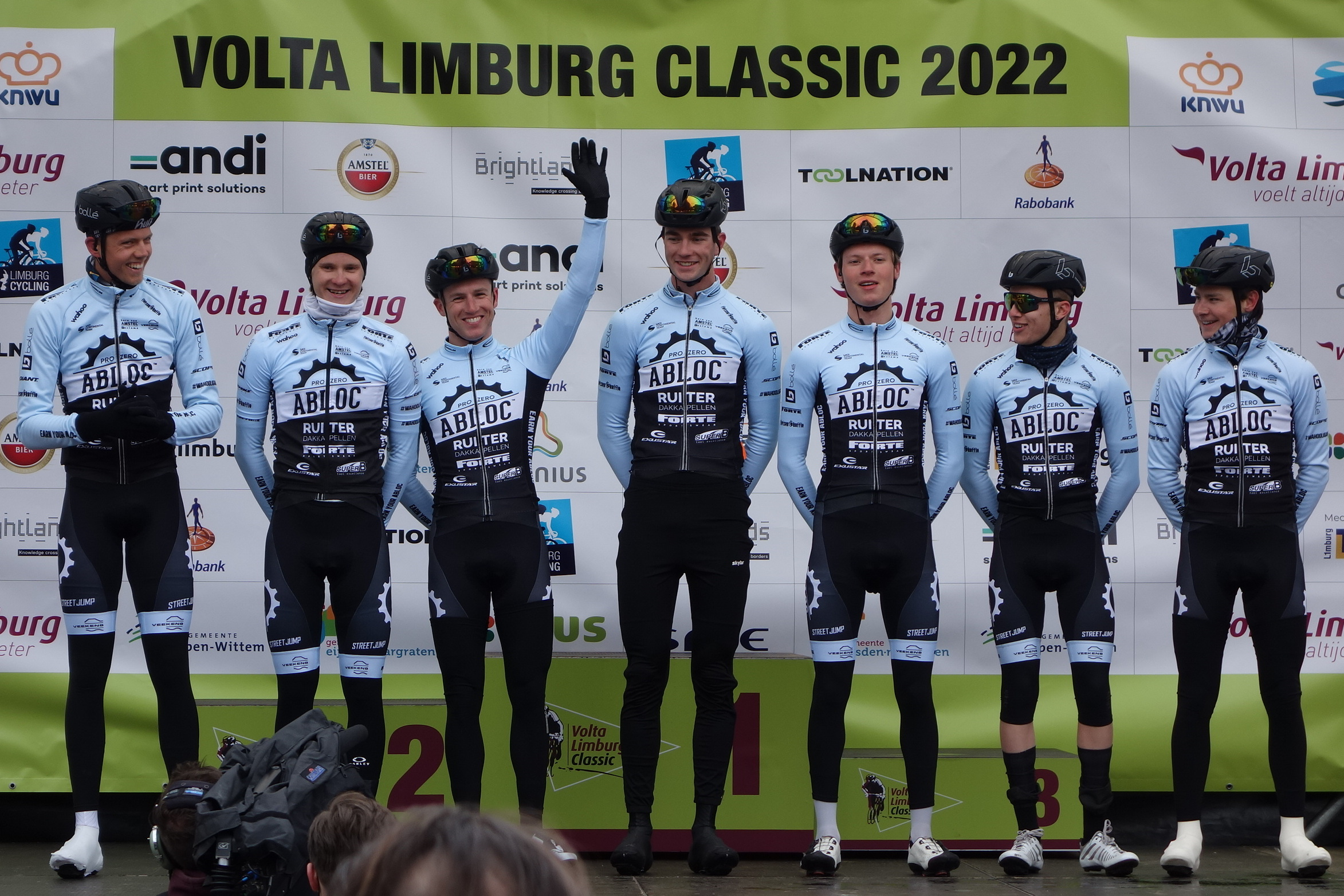
ABLOC aan de start van de Volta Limburg Classic 2022.

Parkhotel Valkenburg is een Nederlandse wielerploeg die zijn oorsprong kent in het clubteam PPL Belisol. In 2014 maakte het haar debuut in het continentale circuit. Na drie jaar onder de naam Parkhotel Valkenburg Continental Team te hebben rondgereden, ging de ploeg in zee met Monkey Town als hoofdsponsor. Na twee jaar Monkey Town Continental Team, kwam het biermerk À Bloc erbij als co-sponsor. Van 2020-2023 was À Bloc de enige hoofdsponsor bij de formatie van Paul Tabak. Van 2021-2023 reed de ploeg in het binnen- en buitenland onder de naam ABLOC CT. In 2024 werd de vrouwenploeg overgenomen door VolkerWessels. De mannenploeg krijgt dan weer haar oude naam Parkhotel Valkenburg terug.

## Ploegleiding
2014-2025

## Renners
N.B. alleen renners met een eigen artikel op wikipedia zijn hier vermeld.

## Overwinningen
2014
Etappe 3b Sibiu Cycling Tour: Marco Zanotti
2015
Himmerland Rundt: Wim Stroetinga
Etappe 1b Olympia's Tour: Wim Stroetinga
+ 3e etappe: Wim Stroetinga
+ Etappe 5a (ITT): Dion Beukeboom
+ Etappe 5b: Wim Stroetinga
+ 6e etappe: Joris Blokker
De Kustpijl: Marco Zanotti
Ronde van Taihu: Marco Zanotti
2016
3e etappe Ronde van Taiwan: Peter Schulting
3e etappe Ronde van Iran (Azerbeidzjan): Derk Abel Beckeringh
Proloog Ronde van Slowakije: Dennis Bakker
5e etappe ZLM Tour: Wim Stroetinga
3e etappe Kreiz Breizh Elites: Peter Schulting
2017
8e etappe Ronde van Hainan: Marco Zanotti
2018
2e etappe Ronde van Antalya: Wim Kleiman
Himmerland Rundt: André Looij
Grote Prijs Jean-Pierre Monseré: André Looij
1e etappe Ronde van Roemenië: Peter Schulting
+ 3e etappe: Jeen de Jong
+ 4e etappe: Peter Schulting
Tacx Pro Classic: Peter Schulting
3e etappe Ronde van Fuzhou: Ivar Slik
Eindklassement Ronde van het Poyangmeer: Maarten de Jonge
2019
2e etappe Ronde van Antalya: Bas van der Kooij
2e etappe Ronde van Opper-Oostenrijk: Alex Molenaar
Proloog Sibiu Cycling Tour: Ivar Slik
8e etappe Tour of Qinghai Lake: Alex Molenaar
1e etappe Ronde van Roemenië: Ivar Slik
+ Eindklassement: Alex Molenaar
De Kustpijl: Bas van der Kooij
3e etappe Ronde van Fuzhou: Ivar Slik
5e etappe Ronde van het Poyangmeer: Martins Pluto
2022
Wim Hendriks Trofee: Tomáš Kopecký
Midden-Brabant Poort Omloop: Martins Pluto
4e etappe Ronde van Mazovië: Jesper Rasch
Puchar Mon: Jesper Rasch
2023
4e etappe Ronde van Loir-et-Cher: Jesper Rasch
5e etappe Ronde de l'Oise: Frank van den Broek
+ Eindklassement: Frank van den Broek
+ Bergklassement: Meindert Weulink
Bergklassement Sibiu Cycling Tour: Antti-Jussi Juntunen
2e etappe Ronde van het Qinghaimeer: Nils Sinschek
+ 4e etappe: Frank van den Broek
Ronde van de Achterhoek: Martijn Rasenberg
3e etappe Ronde van het Poyangmeer: Jesper Rasch
+ 5e etappe: Stijn Appel
5e etappe Ronde van Hainan: Jesper Rasch
2024
3e etappe Ronde van Loir-et-Cher: Jelte Krijnsen
Omloop der Kempen: Martijn Rasenberg
4e etappe Ronde van Denemarken: Jelte Krijnsen
4e etappe Ronde van het Poyangmeer: Niek Voogt
5e etappe Ronde van het Taihu-meer: Jelte Krijnsen
+ Eindklassement: Jelte Krijnsen
+ Jongerenklassement: Jelte Krijnsen
2025
Bergklassement Ronde van Hainan: Nils Sinschek
Bergklassement Ronde van Loir-et-Cher: Meindert Weulink
Eindklassement Flèche du Sud: Martijn Rasenberg

### Kampioenschappen
2016:  Europees kampioenschap strandrace: Jasper Ockeloen
2018:  Tsjechisch kampioen tijdrijden, U23: Tomáš Kopecký
2019:  Europees kampioenschap strandrace: Ivar Slik
2020:  Fins kampioen veldrijden: Antti-Jussi Juntunen
2020:  Nederlands kampioen op de weg, U23: Stijn Daemen
2020:  Nederlands kampioen strandrace: Ivar Slik